# Glan, Sarangani
Glan là một đô thị hạng 1 ở tỉnh Sarangani, Philippines. Phía tây là vịnh Sarangani, phía bắc là Davao del Sur, phía nam là Biển Celebes. Theo điều tra dân số năm 2000, đô thị này có dân số 83.051 người trong 16.990 hộ.
Kinh tế chủ yếu là nông nghiệp với các nông sản như ngô, dừa.

## Barangay
Glan được chia thành 31 barangay.
| - Baliton - Batotuling - Batulaki - Big Margus - Burias - Cablalan - Calabanit - Calpidong - Congan - Cross - Datalbukay | - E. Alegado - Glan Padidu - Gumasa - Ilaya - Kaltuad - Kapatan - Lago - Laguimit - Mudan - New Aklan | - Pangyan - Poblacion - Rio Del Pilar - San Jose - San Vicente - Small Margus - Sufatubo - Taluya - Tango - Tapon |